# F・シオニル・ホセ

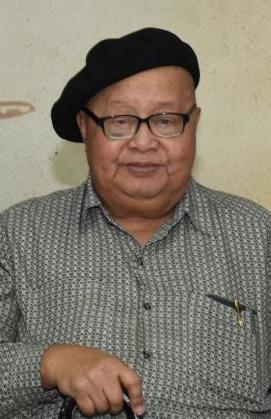
F・シオニル・ホセ

F・シオニル・ホセ（Francisco Sionil José、1924年12月3日 - 2022年1月6日）は、フィリピンの小説家。英語で執筆しているフィリピン作家としては最も読まれている。F・ショニール・ホセとも。

## 人物・経歴
フィリピンのパンガシナン州ロサレス生まれ、イロカノ族。聖トマス大学を卒業している。第二次世界大戦中にマニラでジャーナリズムに飛び込み、その後の数年間で、彼はさまざまな文学とジャーナリズムの出版物を編集する出版社を始め、更に国際ペンクラブのフィリピン支部を設立。彼はそれらを含む文学の仕事により、数々の賞を受けた。
彼の長編/短編小説の多くは、長く植民地であったフィリピン社会の中における、階級闘争を描写する。ホセの作品は英語で書かれていることもあり、日本語、韓国語、インドネシア語、チェコ語、ロシア語、ラトビア語、ウクライナ語とオランダ語を含め、22の言語に翻訳されている。しかし反エリート的な内容の彼の作品は、国際的な評価にも拘らず、フィリピン文壇では過小評価されることもある。

## 受賞歴
- 2004: Pablo Neruda Centennial Award
- 2001: 勲三等瑞宝章[3]
- 2001: National Artist for Literature, Philippines[4]
- 2000: フランス芸術文化勲章(シュヴァリエ)
- 1999: Cultural Center of the Philippines Centennial Award
- 1989: Cultural Center of the Philippines Award (Gawad para sa Sining) for Literature
- 1988: Outstanding Fulbrighters Award for Literature
- 1981: First Prize, Palanca Memorial Award for Novel in English
- 1980: マグサイサイ賞
- 1979: City of Manila Award for Literature

## 日本語訳作品

### 単行本
- 『Ｆ・ショニール・ホセ選集1 -仮面の群れ』山本まつよ訳、めこん、1984年4月
- 『Ｆ・ショニール・ホセ選集2 -民衆 (上)』 山本まつよ訳、めこん、1991年12月
- 『Ｆ・ショニール・ホセ選集3 -民衆 (下)』 山本まつよ訳、めこん、1991年12月

### 雑誌掲載作品
- 「森」（山本まつよ訳） - 『新日本文学』1981年11月号（新日本文学会）掲載
- 「歴史はくり返すのか?」 - 『シャンティ』1995増刊冬（シャンティ国際ボランティア会）掲載

## 特集雑誌
- 『海燕』1992年3月号（福武書店）「フランシスコ・ショニール・ホセ フィリピン文学の連続と非連続」